# Risleya
Risleya là một chi thực vật có hoa trong họ, Orchidaceae.